# Juan de Ávalos
Juan de Ávalos y García-Taborda (* 11. Oktober 1911 in Mérida, Spanien; † 7. Juli 2006 in Madrid) war ein spanischer Bildhauer. Er zählt zu den bedeutendsten Vertretern der Bildhauerkunst des 20. Jahrhunderts in Spanien. 

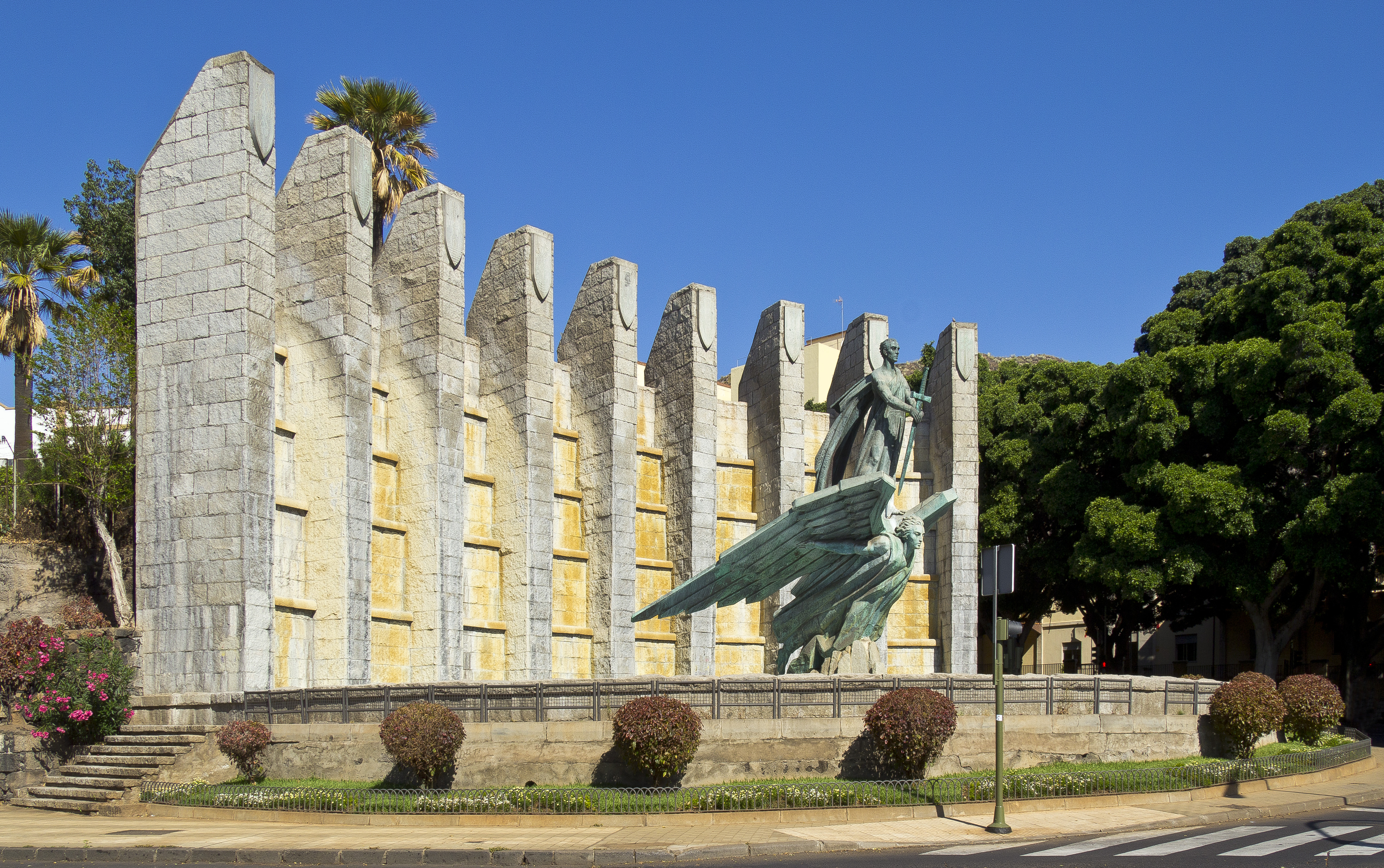
„El Ángel de la Victoria“ auf Teneriffa (2012)

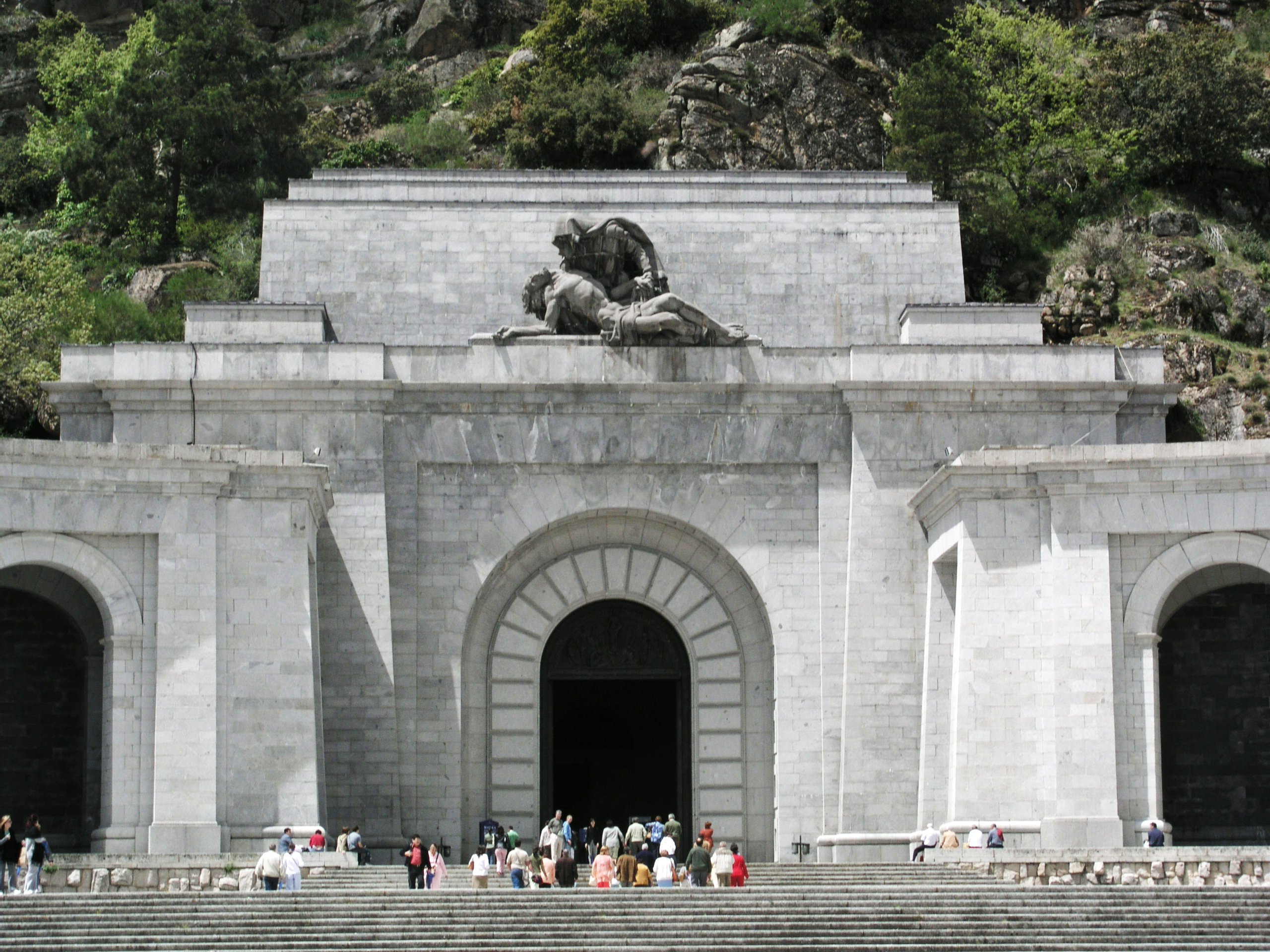
Christus und Jungfrau am Eingang zur Basilika, Valle de los Caído (2005)

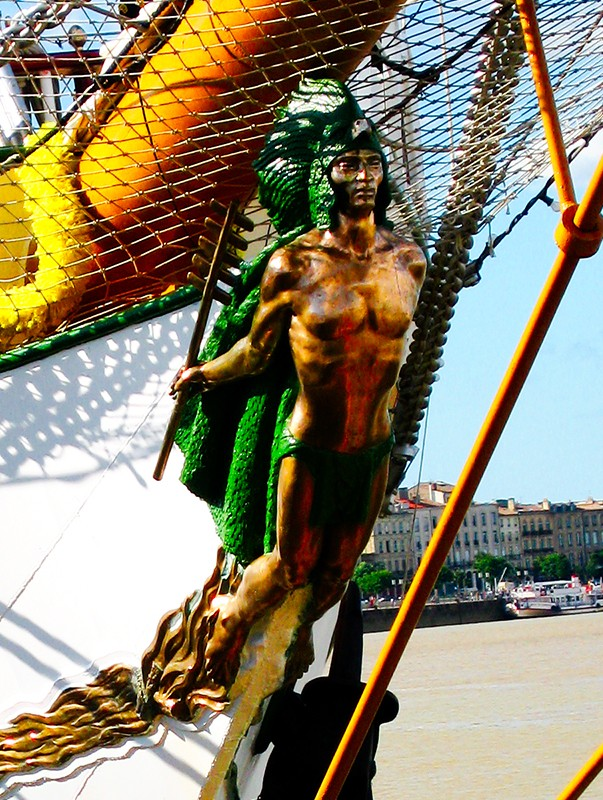
Galionsfigur der Cuauhtémoc, ihr Namensträger (2007)

## Leben
Bereits im Alter von sechs Jahren wurde sein künstlerisches Talent erkannt. Als er acht Jahre alt war, zog seine Familie nach Madrid, wo der spanische Maler Manuel Benedito ihn förderte. 1929 nahm er erstmals an einer großen Ausstellung teil, der Exposición Iberoamericana de Sevilla. 1936 wurde er vom Rektor der Universität Sevilla zum Direktor der Kunst- und Handwerksschule von Mérida in Badajoz ernannt. Zum Ende des Spanischen Bürgerkriegs zog er 1938 als Karikaturist und Werbechef des spanischen Unternehmens für Elektromaschinen, Constructora Nacional de Maquinaria Eléctrica (CENEMESA, heute ABB) nach Madrid.
Für das Ensemble Valle de los Caídos erhielt er 1958 den Auftrag der Plastik „La Piedad“ (dt.: „Die Stärke“). Sie befindet sich unterhalb eines 150 Meter hohem christlichen Kreuzes, ist sechs Meter hoch, neun Meter breit und drei Meter breit. Sie stellt Christus in den Armen der Jungfrau dar und dient als Wache über dem Eingang zur Basilika, in der José Antonio Primo de Rivera 1959 und 1975 Franco Ruhestätten fanden. 
Zu seinen umstrittensten Werken gehört das 1964 von ihm entworfene „El Ángel de la Victoria“ in Santa Cruz de Tenerife, eine Hommage an den damaligen spanischen Diktator Francisco Franco (1892–1975). 
Im Auftrag des Stadtrats der spanischen Autonomen Region Kantabrien, Santoña, schuf Ávalos 1975 im Gedenken an den bei einem Bombenanschlag der Euskadi Ta Askatasuna (ETA) 1973 ermordeten damaligen Luis Carrero Blanco des Franco-Regimes.
Mit seinen Skulpturen ist er ist weltweit präsent. Unweit des Außenministerium der Vereinigten Staaten schuf er 1976 ein Denkmal des spanischen Generals Bernardo de Gálvez y Madrid, der die spanische Truppen im Amerikanischen Unabhängigkeitskrieg befehligte. Auch erhielt er in Paraguay von Diktator Alfredo Stroessner den Auftrag das 160 Meter hohe Monumento de la Paz Victoriosa nahe Asunción errichten, deren Einweihung 1982 statt fand. Seit 1982 trägt das mexikanischen Marine-Segelschulschiff Cuauhtémoc eine lebensgroße geschnitzte Galionsfigur des Künstlers.
Bis zu seinem Lebensende arbeitete er in seinem madrider Atelier – zuletzt an dem Monumento Alfons XIII., einem Brunnen von Colmenar de Oreja. Im Alter von 94 Jahren verstarb er in der Folge von Herzproblemen in der Klinik Virgen del Mar in Madrid. Er hinterließ seine Ehefrau, die er 1937 heiratete und drei Kinder.

## Ehrungen
1972 wurde ihm die Medalla de Oro al Mérito en las Bellas Artes verliehen.
Die Fluggesellschaft Spanair taufte 2002 einen Airbus-A320-299 auf den Namen Juan de Avalos.